# Ucrânia nos Jogos Olímpicos de Verão de 1996
A Ucrânia participou dos Jogos Olímpicos de Verão de 1996 em Atlanta, Estados Unidos. Foi a primeira vez que essa nação participou dos Jogos Olímpicos como uma equipe independente. Anteriormente, a Ucrânia havia competido como participante da Equipa Unificada, em 1992. Os competidores participaram de 148 eventos em 21 esportes.

## Atletismo

### Feminino
Eventos externos
| Atleta               | Evento              | Qualificação | Qualificação | Final       | Final       |
| Atleta               | Evento              | Distância    | Posição      | Distance    | Position    |
| -------------------- | ------------------- | ------------ | ------------ | ----------- | ----------- |
| Olena Antonova       | Lançamento de disco | 57.92        | 29           | Não avançou | Não avançou |
| Inha Babakova        | Salto em altura     | 1.93         | 1 Q          | 2.01        |             |
| Olena Shekhovtsova   | Salto em distância  | 6.70         | 5 Q          | 6.97        | 5           |
| Valentyna Fedyushyna | Arremesso em peso   | 19.22        | 4 Q          | 17.99       | 12          |
| Olena Hovorova       | Salto triplo        | 14.60        | 2 Q          | 14.09       | 10          |
| Olena Khlusovych     | Salto triplo        | 14.38        | 5 Q          | 13.81       | 12          |
| Inessa Kravets       | Salto em distância  | NM           | NM           | Não avançou | Não avançou |
| Inessa Kravets       | Salto triplo        | 14.57        | 2 Q          | 15.33       |             |
| Vita Pavlysh         | Arremesso de peso   | 19.04        | 6 Q          | 19.30       | 4           |
| Vita Styopina        | Salto em altura     | 1.85         | 19           | Não avançou | Não avançou |
| Viktoriya Vershynina | Salto em distância  | NM           | NM           | Não avançou | Não avançou |

Eventos de pista e estrada
| Atleta                                                     | Evento              | Classificatória | Classificatória | Quartas de final | Quartas de final | Semifinal     | Semifinal     | Final         | Final         |
| Atleta                                                     | Evento              | Resultado       | Classificação   | Resultado        | Classificação    | Resultado     | Classificação | Resultado     | Classificação |
| ---------------------------------------------------------- | ------------------- | --------------- | --------------- | ---------------- | ---------------- | ------------- | ------------- | ------------- | ------------- |
| Nadiya Bodrova                                             | 100 m com barreiras | 13.22           | 5 q             | DNF              | DNF              | Não avançou   | Não avançou   | Não avançou   | Não avançou   |
| Nataliya Grygoryeva                                        | 100 m com barreiras | 13.16           | 6 q             | 12.96            | 6                | Não avançou   | Não avançou   | Não avançou   | Não avançou   |
| Viktoriya Fomenko                                          | 200 m               | 23.18           | 4 Q             | 23.44            | 8                | Não avançou   | Não avançou   | Não avançou   | Não avançou   |
| Lyubov Klochko                                             | Maratona            | Não avançou     | Não avançou     |                  |                  |               |               |               |               |
| Iana Manuylova                                             | 400 m               | 52,51           | 6 q             | 52.82            | 8                | Não avançou   | Não avançou   | Não avançou   | Não avançou   |
| Olena Ovcharova                                            | 100 m com barreiras | 13.23           | 5 q             | 13.16            | 8                | Não avançou   | Não avançou   | Não avançou   | Não avançou   |
| Zhanna Pintusevych                                         | 100 m               | 11.20           | 1 Q             | 11.14            | 2 Q              | 11.14         | 4 Q           | 11.14         | 8             |
| Zhanna Pintusevych                                         | 200 m               | 23.15           | 4 Q             | 23.68            | 8                | Não avançou   | Não avançou   | Não avançou   | Não avançou   |
| Iryna Pukha                                                | 100 m               | 11.36           | 4 Q             | 11.42            | 6                | Não avançou   | Não avançou   | Não avançou   | Não avançou   |
| Tatyana Ragozina                                           | Marcha de 10 km     | 46:25           | 30              |                  |                  |               |               |               |               |
| Olena Rurak                                                | 400 m               | 52.92           | 5               | Não avançou      | Não avançou      | Não avançou   | Não avançou   | Não avançou   | Não avançou   |
| Tetyana Tereshchuk                                         | 100 m com barreiras | 55.82           | 2               | 55.34            | 8                | Não avançou   | Não avançou   |               |               |
| Viktoriya FomenkoLyudmyla KoshcheyYana ManuylovaOlha Moroz | 4 × 400 m           | 3:28.16         | 5               | Não avançaram    | Não avançaram    | Não avançaram | Não avançaram | Não avançaram | Não avançaram |